# Jan Procházka (kněz)
R.D. Jan Procházka (19. ledna 1871, Kamenec u Poličky – 23. března 1943, Bruchsal) byl český římskokatolický duchovní, působící v královéhradecké diecézi. Stal se obětí nacistického pronásledování římskokatolické církve.

## Život
Rodák z Kamence u Poličky, Jan Procházka, absolvoval gymnázium v Litomyšli a následně teologická studia v Hradci Králové. V roce 1895 byl vysvěcen na kněze a poslán jako kaplan do Poličky. Později v téže funkci působil v Bystrém u Poličky. Na samostatné působiště se dostal v roce 1904 do Petrovic u Čestína, kde sloužil celkem devatenáct let. V roce 1923 se vrátil do Bystrého jako farář. Zde byl velmi oblíben a zapojil se rovněž do spolkového života. Jakožto místní přirozená autorita se stal členem několika správních komisí, což jej postupně psychicky vyčerpalo a v roce 1932 proto přijal přeložení do Košíř u Opatovce na Svitavsku. Počátkem roku 1935 se stal farářem v Sudějově u Kutné Hory. Po zhruba dvouletém působení se však u něj znovu projevilo psychické vyčerpání, pročež požádal znovu o přeložení. Stal se administrátorem a posléze farářem v Červených Janovicích na Kutnohorsku.
Po vypuknutí druhé světové války kritizoval negativní jevy, které se u lidí začaly objevovat. Zejména udavačství. V roce 1941 byl sám udán za "pobuřující" promluvy při bohoslužbách. Byl obviněn z nepřátelského postoje k nacismu a odsouzen ke čtyřletému vězení. K výkonu byl převezen do věznice v Bruchsale u Karlsruhe. Zde také zemřel.